# Synagoga Agudas achim w Brnie
Synagoga Agudas achim w Brnie – synagoga znajdująca się w Brnie w Czechach, przy ulicy Skořepka 13.
Synagoga w stylu funkcjonalizmu została zbudowana w latach 1935-1936 według projektu architekta Otto Eislera. Jest to obecnie jedyna czynna synagoga na Morawach i Śląsku Czeskim.

## Literatura
- Fiedler Jiří: Židovské památky v Čechách a na Moravě, Praga 1992, s. 48.